# Saint-Simon, Lot
Saint-Simon är en kommun i departementet Lot i regionen Occitanien i södra Frankrike. Kommunen ligger i kantonen Livernon som tillhör arrondissementet Figeac. År 2022 hade Saint-Simon 194 invånare.

## Befolkningsutveckling
Antalet invånare i kommunen Saint-Simon
| Referens: INSEE |